# 维亚切斯拉夫·冯·普勒韦
维亚切斯拉夫·康斯坦丁诺维奇·冯·普列韦（1846年4月20日梅晓夫斯克 - 1904年7月28日圣彼得堡），俄罗斯帝国政治家，曾任俄罗斯帝国内政大臣（1902年-1904年）。致力于维护专制制度，镇压革命运动和自由运动，对少数民族严格执行俄罗斯化政策，并支持警察控制工会。
普列韦出身德意志贵族，在波兰华沙长大，毕业于莫斯科大学。
1904年，普列韦在圣彼得堡乘坐马车时遭遇社会革命党战斗组成员伊戈尔·萨佐诺夫投掷的炸弹而身亡，时年58岁。
| 前任： 德米特里·西皮亚金 | 俄罗斯帝国内政大臣 1902年 - 1904年 | 繼任： 彼得·德米特里耶维奇·斯维亚托波尔克-米尔斯基 |